# Йоган Сіггессон
Йоган Сіггессон, народився 11 червня 1977 року, є шведським фотографом мистецтва і природи, а також автором, який спеціалізується переважно на портретах тварин. Він народився та виріс у Швеції, але вже кілька років проживає на Мальті. Сіггессон спеціалізується на мінімалістичних і художніх портретах тварин, приділяючи особливу увагу виразам і характеру своїх моделей.

## Біографії
Сіггессон народився у 1977 році і виріс разом зі своєю старшою сестрою та батьками в містечку Ельвенген, розташованому за 30 кілометрів на північ від Гетеборга. Після закінчення природничо-наукової програми в гімназії Кунґагелла в Кунґельві він розпочав навчання на програмі «Цифрове інформаційне виробництво» в Західному університеті у Уддеваллі/Тролльгеттані. Саме там він познайомився з фотографією та графічним дизайном.
Протягом кількох років Йоган Сіггессон працював у сфері графічного та веб-дизайну. У 2012 році він взяв участь у фотографічному сафарі в Кенії, що стало поворотним моментом у його житті та пробудило глибокий інтерес до фотографії. Після цього він вирішив змінити кар’єру та зосередитися на природній фотографії. З 2014 року Сіггессон працює як професійний фотограф, спеціалізуючись на зйомках дикої природи в різних куточках світу.
Його роботи публікувалися у кількох шведських та міжнародних виданнях, таких як: Kamera och Bild, Camera Natura, National Geographic, Africa Geographic, Chasses Internationales, і він здобув численні нагороди на міжнародних фотоконкурсах. Сіггессон також бере участь у майстер-класах і лекціях із природної фотографії та активно підтримує ініціативи з охорони тварин і збереження біорізноманіття.
У березні 2019 року Йоган був обраний до складу організації Naturfotograferna /N. Це асоціація, заснована у 1966 році, яка об’єднує найбільш шанованих фотографів природи Швеції.

## Видання
Сіггессон опублікував книгу, яка є першою в запланованій серії, присвяченій природній історії Мальти. Мета цієї серії — підвищити обізнаність про загрозливий стан природи на Мальті. "Marvellous Malta - Where Wild Orchids Grow", опублікована у 2021 році, — це 176-сторінкова книга з добіркою фотографій мальтійських диких орхідей.
Передмову до книги написав Кевін Каша, і ця робота стала важливим внеском у привернення уваги до збереження мальтійської флори.

## Нагороди (вибрані)
- 2014: Шотландський фотограф природи року [10][11]
- 2014: Переможець у категорії "Птахи" – Scottish Nature Photography Awards
- 2017: Переможець у категорії – Travel Photographer of the Year[12][13][14][15]
- 2018: Переможець у категорії – European Wildlife Photographer of the Year[16][17]
- 2019: Бронзова медаль – Prix de la Photographie, Paris[18]
- 2020: Переможець у категорії – Malta International Photo Award[19]
- 2024: Золота медаль - Tokyo International Foto Awards[20]
- 2024: 2 місце - Tokyo International Foto Awards[20]